# Моя Русалка, Моя Лореляй
«Моя Русалка, Моя Лореляй» — российско-украинский фильм 2013 года режиссёра Наны Джорджадзе.

## Сюжет
Действие происходит в 1980-х годах в советском приморском городке. 14-летний подросток Фёдор влюбляется в 18-летнюю Нюрку, провинциалку, мечтающую уехать в Москву и стать великой актрисой и сыграть в кино Анжелику, героиню любимого ею французского романа. Между домашними репетициями партии Анжелики, она работает портовой проституткой. Фёдора и Нюрку увлекает первое настоящее чистое любовное чувство.

## В ролях
- Евгений Рыба — Фёдор
- Екатерина Молчанова — Нюрка, проститутка
- Вячеслав Хахалкин — Костик, сутенёр
- Олег Скрипка — милиционер
- Георгий Делиев — Анатолий, музыкант-выпивоха
- Валерий Бассэль — дядя Сёма (Соломон)
- Александр Самусенко — Коля, режиссёр
- Светлана Москвина — тётя Клава
- Станислав Лесной — Валера «в три смены»

## Съёмки
Съемки проходили в Одессе и Белгород-Днестровском.
Бюджет фильма составил 900 000 долларов из которых 70 % было предоставлено Министерством культуры России, а 30 % составили частные инвестиции со стороны продюсеров с Украины.

## Критика
Отмечается, что фильм красиво снят, но неинтересен из-за отсутствия какого-либо конфликта: сюжет делает несколько поворотов, но на персонажах это никак не сказывается:

Даже для самого романтичного и лёгкого фильма на свете недостаточно просто красивых съёмок и приятной музыки. Откровенные провисания по драматургической части оправдать сложно. Может быть, красота и спасёт мир, но отдельно взятому фильму она не помогла. Потому что любая, пусть и идеально визуализированная, история ничего не стоит без сильной драматургии.— Валерия Шевченко

## Фестивали
- 2014 — Одесский международный кинофестиваль — участие в основной конкурсной программе
- 2014 — Варшавский кинофестиваль — участие в основной конкурсной программе[2]